# رامي لايقة
رامي لايقة، لاعب كرة قدم سوري من مواليد اللاذقية، تدرج في الفئات العمرية لنادي تشرين ولم يلعب لاي نادي اخر. علما انه يحمل شارة القيادة في نادي تشرين.

## مسيرته
بدأ مسيرته كمهاجم رأس حربة وتم تصعيده لفريق الرجال في نادي تشرين عام 2003 بعد حصده لقب هداف دوري الشباب برصيد 19 هدف (ولهذا حمل الرقم 19 منذ ذلك الوقت) لعب حتى موسم 2005 كرأس حربة بديل، حتى أتى المدرب فاتح ذكي الذي وضعه كقلب دفاع وبدأت رحلته مع هذا المركز.